# Røysland
Røysland är en tätort och kyrkby i Bjerkreims kommun i Rogaland fylke i sydvästra Norge. Orten ligger vid Europaväg 39. Här finns Bjerkreims kyrka.